# Ференц Племіх
Ференц Племіх (угор. Ferenc Plemich; 19 листопада 1899, Будапешт, Угорщина — 5 лютого 1989, Трієст, Італія) — угорський футболіст, що грав на позиції півзахисника. По завершенні ігрової кар'єри — тренер.
Виступав, зокрема, за клуби «Трієстина», «Монфальконезе» та «Лечче».

## Ігрова кар'єра
У дорослому футболі дебютував 1921 року виступами за команду клубу «Трієстина», в якій провів два сезони.
Своєю грою за цю команду привернув увагу представників тренерського штабу клубу «Монфальконезе», до складу якого приєднався 1923 року. Відіграв за команду з Монфальконе наступні чотири сезони своєї ігрової кар'єри.
Протягом 1927—1928 років захищав кольори команди клубу «Ідеале Барі». 1928 року уклав контракт з клубом «Лечче», у складі якого провів наступні два роки своєї кар'єри гравця.
Протягом 1930—1931 років захищав кольори команди клубу «Трані». Завершив професійну ігрову кар'єру у клубі «Торрес», за команду якого виступав протягом 1931—1932 років.

## Кар'єра тренера
Розпочав тренерську кар'єру, ще продовжуючи грати на полі, 1927 року, очоливши тренерський штаб клубу «Ідеале Барі». 1928 року став головним тренером команди «Барі», тренував команду з Барі один рік.
Згодом протягом 1928—1930 років очолював тренерський штаб клубу «Лечче». 1932 року прийняв пропозицію попрацювати у клубі «Реджина». Залишив команду з Реджо-Калабрія 1934 року.
Протягом одного року, починаючи з 1936, був головним тренером команди «Лечче». 1940 року був запрошений керівництвом клубу «Фоджа» очолити його команду, з якою пропрацював до 1941 року.
З 1941 і по 1942 рік очолював тренерський штаб команди «Лечче». 1945 року став головним тренером команди «Лечче», тренував клуб з Лечче один рік.
Згодом протягом 1947—1949 років очолював тренерський штаб клубу «Барі». 1949 року прийняв пропозицію попрацювати у клубі «Лечче». Залишив клуб з Лечче 1949 року.
Протягом одного року, починаючи з 1950, був головним тренером команди «Беневенто». 1951 року був запрошений керівництвом клубу «Авелліно» очолити його команду, з якою пропрацював до 1952 року.
Протягом тренерської кар'єри також очолював команди клубів «Трані», «Торрес», «Манфредонія», «Мессіна», «Про Італія Таранто», «Понціана», «Барлетта», «Аудаче Таранто» та «Гроссето».
Останнім місцем тренерської роботи був клуб «Трапані», головним тренером команди якого Ференц Племіх був протягом 1953 року.
Помер 5 лютого 1989 року на 90-му році життя у місті Трієст.